# 北部方面情報隊
北部方面情報隊（ほくぶほうめんじょうほうたい、Northern Army Millitary Intelligence）は、陸上自衛隊札幌駐屯地（札幌市中央区）に隊本部が駐屯する北部方面隊直轄の情報科部隊である。

## 概要
隊長は1等陸佐（二）が充てられ、情報運用の集約一元化を目的として2013年（平成25年）3月に北部方面情報処理隊（札幌駐屯地）を母体として北部方面隊直轄部隊の2個沿岸監視隊と北部方面無人偵察機隊（静内駐屯地）を編合し、北部方面隊直轄部隊として再編した。
2017年（平成29年）3月に倶知安駐屯地で新編された北部方面移動監視隊を隷下に編合。

## 沿革
北部方面情報処理隊
- 2006年（平成18年）3月27日：北部方面情報処理隊が札幌駐屯地において編成完結。

北部方面情報隊
- 2013年（平成25年）3月26日：北部方面情報処理隊を母体に2個沿岸監視隊と新編された北部方面無人偵察機隊（静内駐屯地）を編合し、北部方面情報隊を新編[1]。
- 2017年（平成29年）3月27日：北部方面移動監視隊を倶知安駐屯地に新編。
- 2025年（令和7年）
  - 3月23日：北部方面無人偵察機隊（静内駐屯地）、北部方面移動監視隊（倶知安駐屯地）を廃止。
  - 3月24日：北部方面情報収集隊が倶知安駐屯地に新編され、北部方面情報隊に隷属。

## 部隊編成
- 北部方面情報隊本部「北情隊」（札幌駐屯地）
- 第301沿岸監視隊「301沿監」（稚内分屯地）
  - 派遣隊（礼文分屯地）
- 第302沿岸監視隊「302沿監」（標津分屯地）
  - 羅臼分室（羅臼）
  - 野付分室（野付半島）

- 北部方面情報収集隊（倶知安駐屯地）

## 主要幹部
| 官職名           | 階級    | 氏名     | 補職発令日     | 前職                          |
| ---------------- | ------- | -------- | -------------- | ----------------------------- |
| 北部方面情報隊長 | 1等陸佐 | 西村利彦 | 2024年08月01日 | 陸上自衛隊情報学校第2教育部長 |

| 代 | 氏名       | 在職期間                        | 前職                                                    | 後職                                 |
| -- | ---------- | ------------------------------- | ------------------------------------------------------- | ------------------------------------ |
| 01 | 長田英一郎 | 2013年03月26日 - 2015年07月31日 | 陸上自衛隊幹部学校学校教官                              | 陸上自衛隊幹部学校主任教官           |
| 02 | 岡栄治     | 2015年08月01日 - 2018年03月26日 | 中央即応集団司令部情報部長                              | 陸上自衛隊情報学校副校長 兼 企画室長 |
| 03 | 髙井良誠一 | 2018年03月27日 - 2021年03月14日 | 中部方面総監部情報部情報課長                            | 陸上総隊司令部情報部副部長           |
| 04 | 小澤学     | 2021年03月15日 - 2022年12月22日 | 陸上自衛隊教育訓練研究本部教官                          | 陸上自衛隊情報学校第1教育部長        |
| 05 | 溝田繁久   | 2022年12月23日 - 2024年07月31日 | 陸上幕僚監部指揮通信システム・情報部 情報課地域情報班長 | 西部方面総監部情報部長               |
| 06 | 西村利彦   | 2024年08月01日 -                | 陸上自衛隊情報学校第2教育部長                           |                                      |

## 主要装備
- 無人偵察機
- 1/2tトラック / 73式小型トラック
- 1 1/2tトラック / 73式中型トラック
- 3 1/2tトラック / 73式大型トラック
- 高機動車
- 85式地上レーダ装JTPS-Ｐ11
- 地上レーダ装置１号(改）ＪＴＰＳ-Ｐ23
- 新無人偵察機システム（FFRS）

## 廃止（改編）部隊
2025年（令和7年）3月23日廃止
- 北部方面無人偵察機隊「北方無偵」（静内駐屯地）：北部方面情報収集隊に改編。
- 北部方面移動監視隊「北方移監」（倶知安駐屯地）：北部方面情報収集隊に改編。